# Szuwar turzycy lisiej
Szuwar turzycy lisiej, zespół turzycy lisiej (Caricetum vulpinae) – zespół roślinności łąkowo-szuwarowej budowany głównie przez turzycę lisią.

## Charakterystyka
Niski szuwar łąkowy zajmujący podmokłe siedliska lądowe – porastające brzegi cieków i zbiorników wodnych. Woda rzadko i przejściowo występuje na powierzchni. Podłoże mineralne lub organiczno-mineralne (zmineralizowane gleby torfowe, ubogie w próchnicę gleby gliniaste).  Odczyn gleby od lekko kwaśnego do lekko zasadowego (pH 6-7,5). W sukcesji przechodzi w podmokłe łąki (klasa Molinio-Arrhenatheretea). Odgrywa małą rolę w zarastaniu zbiorników.
Występowanie
Pospolite w całej Polsce, mniej liczne w części południowej.
Charakterystyczna kombinacja gatunków
ChAss. : turzyca lisia (Carex vulpina).
ChCl. : żabieniec babka wodna (Alisma plantago-aquatica), ponikło błotne (Eleocharis palustris), skrzyp bagienny (Equisetum fluviatile), manna mielec (Glyceria maxima), trzcina pospolita (Phragmites australis), szczaw lancetowaty (Rumex hydrolapathum), oczeret Tabernemontana (Schoenoplectus tabernaemontani), marek szerokolistny (Sium latifolium), pałka szerokolistna (Typha latifolia).
ChAll. : turzyca błotna (Carex acutiformis), turzyca tunikowa (Carex appropinquata), turzyca Buxbauma (Carex buxbaumii), turzyca dwustronna (Carex disticha), turzyca zaostrzona (Carex acuta), turzyca sztywna (Carex elata), turzyca prosowa (Carex paniculata), turzyca nibyciborowata (Carex pseudocyperus), turzyca brzegowa (Carex riparia), turzyca dzióbkowata (Carex rostrata), turzyca pęcherzykowata (Carex vesicaria), turzyca lisia (Carex vulpina), szalej jadowity (Cicuta virosa), kłoć wiechowata (Cladium mariscus), przytulia błotna (Galium palustre), kosaciec żółty (Iris pseudacorus), tojeść bukietowa (Lysimachia thyrsiflora), kropidło piszczałkowate (Oenanthe fistulosa), gorysz błotny (Peucedanum palustre), mozga trzcinowata (Phalaris arundinacea), wiechlina błotna (Poa palustris), jaskier wielki (Ranunculus lingua), tarczyca pospolita (Scutellaria galericulata).
Comp. : krwawnica pospolita (Lythrum salicaria), tojeść rozesłana (Lysimachia nummularia), knieć błotna (Caltha palustris), niezapominajka błotna (Myosotis palustris), jaskier rozłogowy (Ranunculus repens).